# Vesele (huyện)
Huyện Vesele (tiếng Ukraina: Веселівський район, chuyển tự: Veseles’kyi raion) là một huyện của tỉnh Zaporizhia thuộc Ukraina. Huyện Vesele có diện tích 1129 km², dân số theo điều tra dân số ngày 5 tháng 12 năm 2001 là 25542 người với mật độ 23 người/km2. Trung tâm huyện nằm ở Vesele.